# 倫敦夜後
《倫敦夜後》（英語：London After Midnight）是一部1927年上映的美國無聲懸疑恐怖電影，由托德·布朗寧執導並共同製作，主演為朗·錢尼，其他演員包括瑪絲琳·戴、康拉德·內格爾、亨利·B·沃爾索和波莉·莫蘭。該片由米高梅發行，劇本由沃爾德·楊恩根據布朗寧的原創故事《催眠師》改編而成。影片的攝影師是梅里特·B·格斯塔德，場景設計由塞德里克·吉本斯（Cedric Gibbons）與阿諾德·吉萊斯皮（Arnold Gillespie）負責，助理導演為哈里·沙洛克（Harry Sharrock）。
該電影製作成本為151,666.14美元，票房收入達1,004,000美元。片中一個特別之處是朗·錢尼的個人化妝箱在最後一幕中出現在桌上，這是該物件唯一一次出現在電影中。1935年，托德·布朗寧將該片改編為有声电影《吸血鬼之印》，由贝拉·卢戈西主演。
該片的最後一份拷貝於1965年米高梅保險庫火災中被毀，使其成為最受追尋的散失電影之一。2002年，特納經典電影頻道播出了一個由里克·施密德林製作的重建版本， 該版本根據原始劇本和大量剧照重現了影片的故事情節。

## 劇情
故事始於倫敦的一個夜晚，羅傑·巴爾弗（Roger Balfour）被發現在自家中離奇死亡。蘇格蘭場探員伯克（Burke）對在場的所有人進行了詢問，儘管巴爾弗的鄰居與好友詹姆斯爵士（Sir James Hamlin）對案件提出異議，伯克仍將其定性為自殺。
五年後，漢林家族注意到廢棄的巴爾弗宅邸內有奇怪的燈光閃爍，並發現新住戶是一對疑似吸血鬼的身影：一名戴海狸毛禮帽、長髮且牙齒鋒利的男子，以及一位身穿長袍、蒼白而沉默的女子。詹姆斯爵士因此再次召來伯克進行調查。在調查過程中，伯克得知巴爾弗死亡當晚，除了詹姆斯爵士外，巴爾弗的女兒露西爾（Lucille）、他的管家威廉斯（Williams）以及詹姆斯的侄子亞瑟·希布斯（Arthur Hibbs）也在場。伯克進一步發現，巴爾弗宅邸的新租約上的簽名與已故的羅傑·巴爾弗完全一致，令他對吸血鬼的存在保持懷疑。為了深入探查，伯克與詹姆斯爵士一同開啟巴爾弗的墳墓，但卻發現其中空無一物。
隨後，一系列駭人的事件接連發生，包括女傭史密森小姐（Miss Smithson）聲稱曾在臥室中目睹戴禮帽男子的身影；吸血鬼女子如蝙蝠般從宅邸天花板飛下；以及羅傑·巴爾弗的「活屍」出現在眾人面前。這些異象進一步加深了案件的神秘性。伯克逐漸說服露西爾，他認為她的父親並非自殺，而是被謀殺。
為了保護露西爾免受可能的威脅，伯克先在她的臥室採取防護措施，隨後將她帶往巴爾弗宅邸以揭開真相。在此期間，伯克假扮成戴禮帽的男子，成功催眠詹姆斯爵士，讓其回憶起五年前的情景。在一場對巴爾弗死亡當晚的重演中，眾人目睹了詹姆斯爵士如何謀殺羅傑·巴爾弗，並將案件偽造成自殺的過程。其犯罪動機則是為了違背巴爾弗的遺囑，試圖娶露西爾為妻。最終，伯克解除催眠，指認詹姆斯爵士為真正的兇手，案件因此告破。

## 演員
- 朗·錢尼 飾 愛德華·C·伯克教授（或督察）（Edward C. Burke） / 海狸帽男子
- 瑪絲琳·戴（英语：Marceline Day） 飾 露西爾·貝爾福（Lucille Balfour）[11]
- 克勞德·金（英语：Claude King (actor)） 飾 羅傑·貝爾福 Roger Balfour）/ 陌生人[11]
- 波莉·莫蘭 飾 史密森小姐（Miss Smithson），新女僕[11]
- 康拉德·內格爾（英语：Conrad Nagel） 飾 亞瑟‧希布斯（Arthur Hibbs）[11]
- 埃德娜·提切諾（英语：Edna Tichenor） 飾 蝙蝠女孩（The Bat Girl）[11]
- 亨利·B·沃爾索（英语：Henry B. Walthall） 飾 詹姆斯·哈姆林爵士（Sir James Hamlin）[11]
- 珀西威廉斯 飾 威廉斯（Williams），貝爾福的管家[11]
- 安迪麥克倫南 飾 蝙蝠女孩的助手[11]
- 朱爾斯·考爾斯（英语：Jules_Cowles）飾 園丁[11]
- 艾倫·卡文（英语：Allan_Cavan） 飾 房地產經紀人[11]

## 製作
朗·錢尼在電影中的化妝特色包括鋒利的牙齒與催眠眼神效果，透過特殊的金屬支架製成，像單片眼鏡般佩戴。根據現存記錄，他特意讓「吸血鬼」角色帶有荒誕感，因為這其實是由錢尼飾演的蘇格蘭場探員化身而成。劇照顯示，這是唯一一次錢尼將他的化妝箱作為道具在銀幕上出現。
該故事由導演托德·布朗寧（Tod Browning）原創，劇本由曾合作過《神秘三人組》與《未知者》的沃爾德·楊恩撰寫。楊曾擔任舊金山記者，報導過多起著名謀殺案，因此被稱讚為「從實際經驗中理解神秘」的作家。為增添角色與場景的真實感，片中使用了蝙蝠、犰狳與貓頭鷹等元素。
《倫敦夜後》於密蘇里州米勒劇院首映時，音樂家薩姆與傑克·費因伯格為影片的超自然现象元素創作旋律，使用了愛德華·葛利格的《阿塞之死》、理查德·瓦格纳的《女武神》以及其他來自萨维诺·阿拉纳、齊莫內克和贾科莫·普契尼的樂段。

## 迴響

### 票房
根據米高梅的記錄，《倫敦夜後》在美國和加拿大的院線租金收入為72.1萬美元，國外租金收入28.3萬美元，為片方帶來54萬美元的利潤。

### 批判性評價

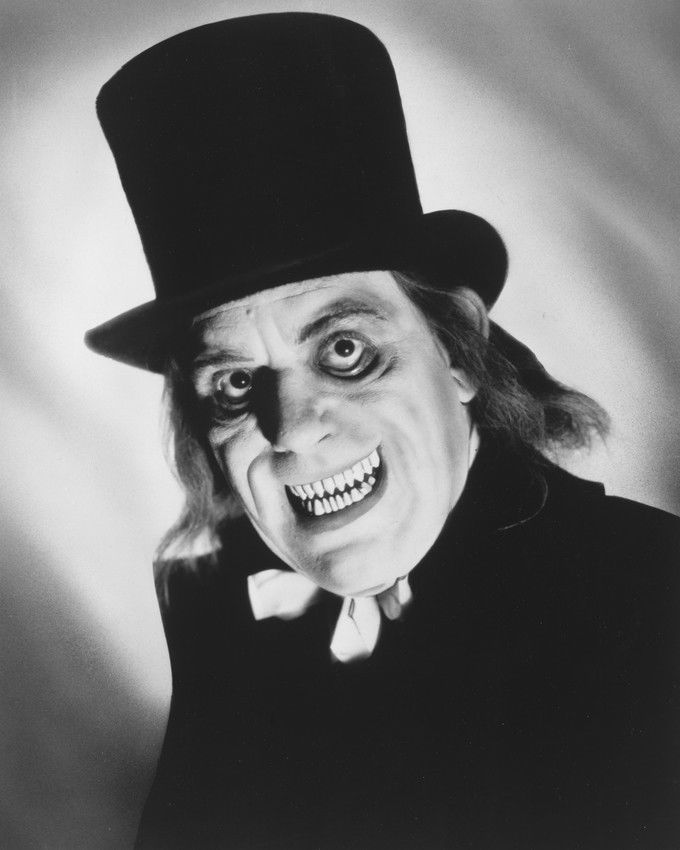
朗·錢尼在片中飾演「戴海狸皮帽的男人」
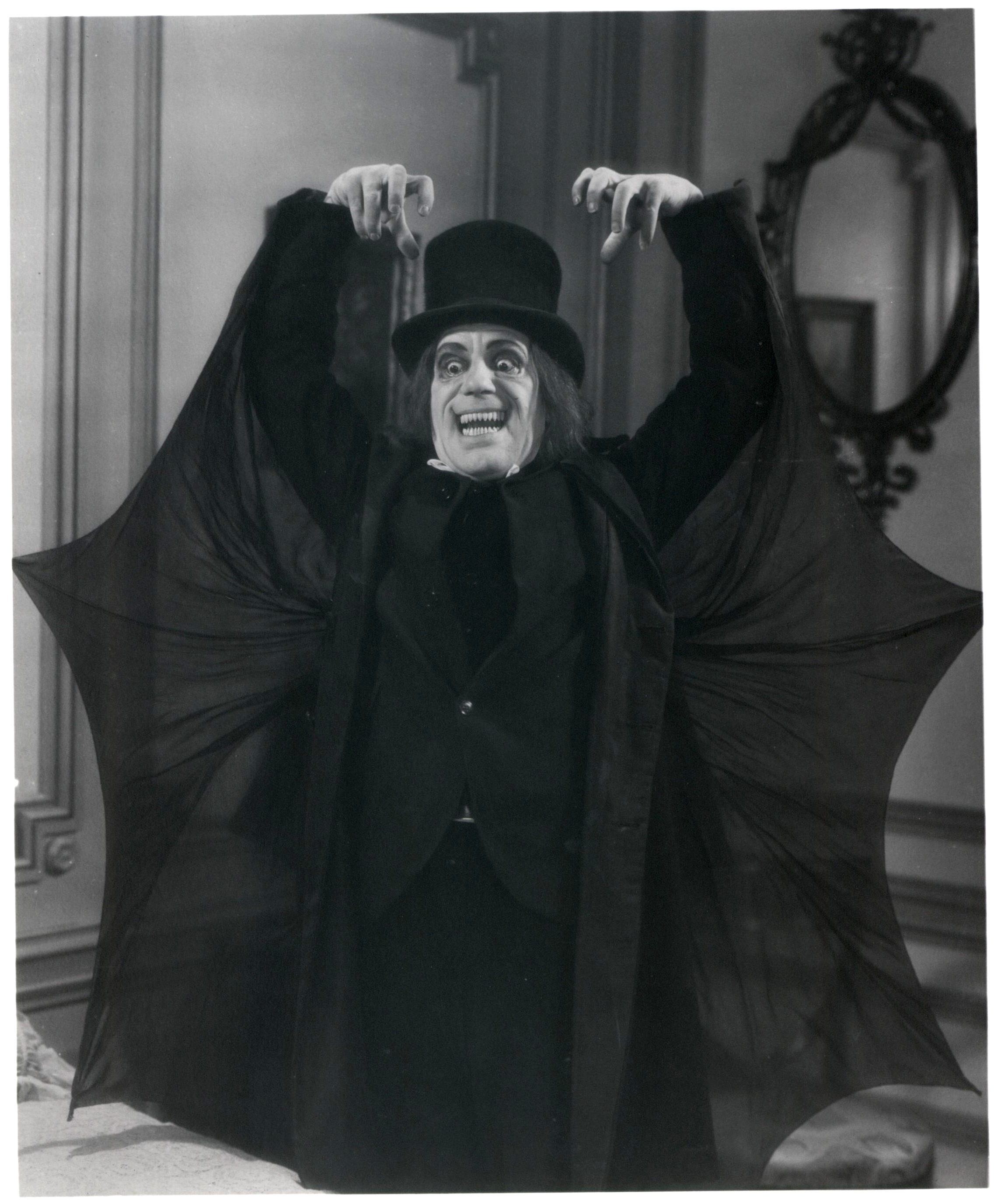
擺出蝙蝠姿勢的朗·錢尼
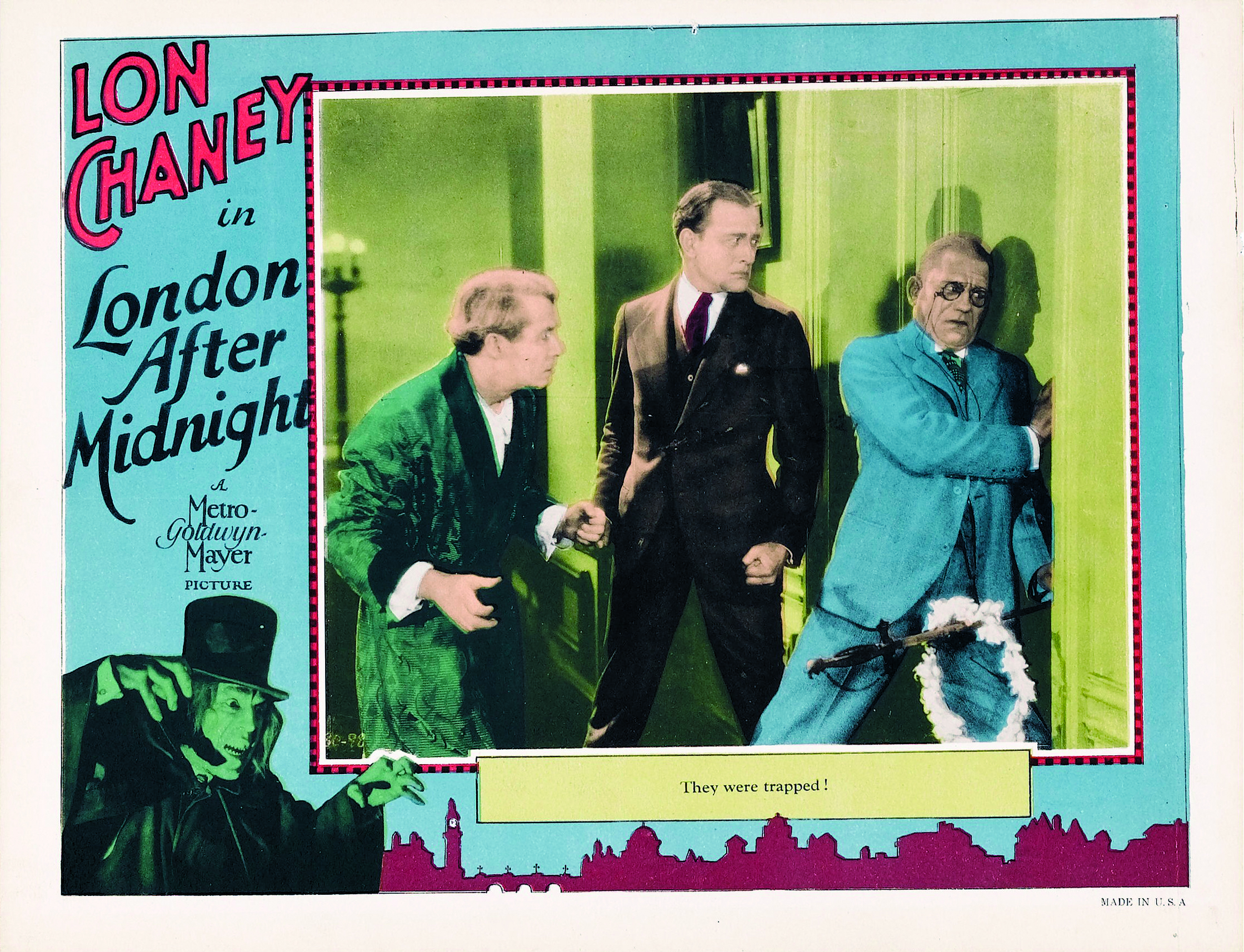
《倫敦夜後》的電影宣傳立牌
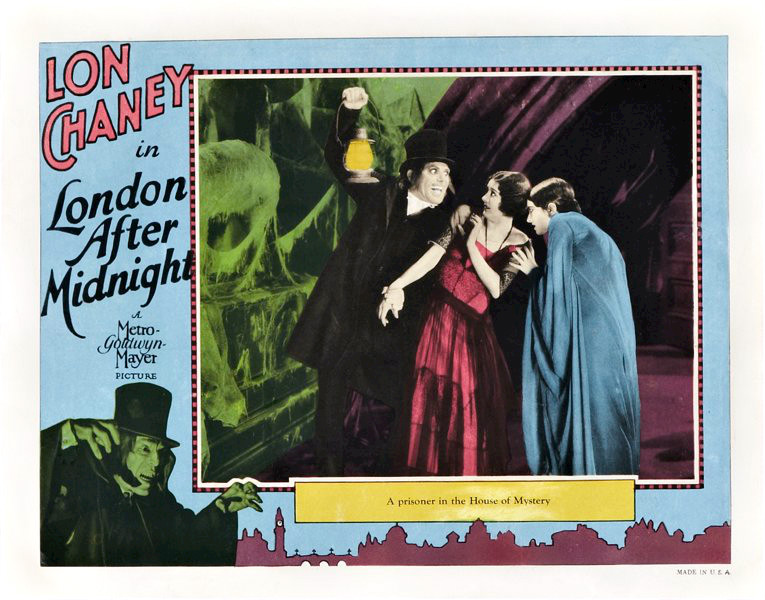
《倫敦夜後》的電影宣傳立牌

《倫敦夜後》被認為是錢尼與布朗寧最成功的合作電影，但影評人對此評價褒貶不一。《紐約時報》批評劇情「有些不連貫」，並加以評論：「這是一個有些不連貫的故事情節，但卻為朗·錢尼提供了以詭異偽裝登場的機會，並展現了他作為蘇格蘭場催眠專家的能力。因此，觀眾得以一睹錢尼滾動的雙眼特寫，而幸運的是，這些目光並未對觀眾產生催眠影響。」。《哈里森報導》則批評劇情「毫無邏輯」，並指出朗·錢尼的化妝在某些時候「令人噁心到想作嘔，應該會讓那些病態審美的人滿意。這部電影和他過去的三四部作品一樣——充滿令人毛骨悚然的元素」。然而，影片的商業成功使米高梅續簽了布朗寧的導演合約。
《電影日報》（The Film Daily） 對《倫敦夜後》給予了正面評價，稱其為「一部足以攪亂敏感影迷神經的故事，充滿驚悚和奇異的情節發展。可能對膽小的人來說有些過於陰森。如果觀眾看到骯髒的蝙蝠在布滿蜘蛛網的神秘房間中盤旋，或是鬼屋裡怪誕的居民而沒有感到不寒而慄，那麼他們已經通過了最高的恐懼測試。」《沃倫論壇報》（The Warren Tribune） 指出，朗·錢尼「幾乎出現在每一場戲中，並以雙重角色展現了他的精湛演技。」該評論稱，這樣的處理壓制了錢尼在片中的突出表現，讓劇情得以更好地傳達，但同時也使該片「未能列入他最優秀的作品之列。」
《布魯克林每日鷹報》的評論提到：「令人欣慰的是，《倫敦夜後》並沒有低俗的喜劇元素，以此破壞陰險且毛骨悚然的氛圍。這應該能使它成為本年度最出色的懸疑電影。」然而，該報批評托德·布朗寧的導演風格，認為該片未能重現《貓與金絲雀》中「極度怪誕的效果。」《綜藝》評論稱，電影缺乏能真正打動觀眾的要素，並未提升錢尼的聲望或票房價值，但錢尼的名氣依然能吸引觀眾購票。
《紐約客》指出，儘管該片的導演、演員和場景符合電影的構思，但過度努力去創造效果反而讓故事顯得不合邏輯。該評論認為，布朗寧擅長創造視覺上的恐懼，而朗·錢尼則能夠以令人反感的方式進行化妝，但兩者的努力在情節無法自圓其說的情況下，更加顯得徒勞。《電影世界》補充道，這部由米高梅出品的電影有些時候會讓觀眾感到劇情中增添的神秘與詭異元素，被推進了超過預期的界限。評論特別稱讚了朗·錢尼的出色演技，並指出沃索爾也為此片增色不少。
《電影雜誌》表示，朗·錢尼再次披上讓任何敏感女孩在黑夜中都會顫抖的外型，然而他並未進行任何過度的變形或自我折磨。該片是一部陰暗的神秘劇，擁有令人毛骨悚然的元素，但觀眾會帶著一種迷茫的心情觀賞它。《影像雜誌》則對錢尼的演出表達了熱情的讚賞，稱他在片中使用的化妝扮演殺手角色時，簡直比以往任何一次都更具恐怖感。評論特別稱讚片中的懸念營造，並表示在錢尼飾演的雙重角色中，他在其他角色中的表現更具說服力。

## 散失
《倫敦夜後》的最後一部拷貝在1965年米高梅保險庫火災中被摧毀，與數百部早期電影一同消失，成為最受追捧的失落無聲電影之一。電影史學家威廉·K·埃弗森與大衛·布拉德利（David Bradley）聲稱他們曾在1950年代初看過此片，且1955年米高梅保險庫的清單顯示該片當時存放於7號保險庫中。
歷史學家喬恩·C·米爾薩利斯（Jon C. Mirsalis）表示：「儘管有關影片的傳說與興奮，但若今天重現，結果可能會讓人失望。埃弗森與布拉德利都承認該片不如《吸血鬼之印》。當時的評論也不熱烈，甚至連錢尼的表現也未得到常見的熱烈讚揚。儘管詭異的佈景和錢尼令人驚艷的吸血鬼化妝成為引人注目的劇照，但這些場景只佔影片的一小部分，剩餘的鏡頭則集中於波莉·莫蘭（Polly Moran）的喜劇橋段以及錢尼與沃索爾（Walthall）之間的對話。也許這是一部因為無法再供人研究，而被過度崇敬的電影。」

### 重建與小說化
電影的小說化由瑪麗·庫立奇·拉斯克（Marie Coolidge-Rask）於1928年出版。1985年，菲利普·J·賴利（Philip J. Riley）出版了首部基於所有米高梅倖存製片照的影片情節重建版本。
2002年，特納經典電影頻道委託修復製作人瑞克·施密德林（Rick Schmidlin）製作了一部45分鐘的重建版，使用相同的劇照並加入攝影機運動，並作為《朗·錢尼集錦》DVD套裝的一部分發行。
2016年，托馬斯·曼（Thomas Mann）根據1928年未曾發現的《男孩影院》雜誌發表了名為《倫敦夜後：基於當代資料的新重建》的書籍。
2022年，歷史學家丹尼爾·泰特利（Daniel Titley）於電影95周年紀念日發表了《倫敦夜後：失落的電影》研究，首次展示了來自散失影片的硝酸鹽元素，並提供了許多新的見解，被認為是迄今為止最具里程碑意義的發現。

### 有聲劇改編
2023年9月，宣布將根據原片劇本推出完整的音樂劇改編，並於次月在Bandcamp以及《午夜戲劇》播客中發佈。劇中，阿特·馬利克飾演伯克探員，丹·史塔基飾演詹姆斯·哈姆林爵士。該音樂劇獲得了高度好評。

### 電影海報與拍賣
2014年，唯一已知存在的電影當代海報在德克萨斯州達拉斯以47.8萬美元的價格售出，成為公開拍賣中最有價值的電影海報。後來揭示，買家為金屬樂隊的吉他手柯克·哈米特。該海報目前收藏於他位於多倫多皇家安大略博物館的展覽中。
此次交易超越了1932年電影《木乃伊》先前海報公開拍賣的紀錄，1997年的售價超過453,000美元。

## 流行文化
- 導演詹妮弗·肯特（英语：Jennifer Kent）表示，朗·錢尼的角色形象啟發了電影《巴巴杜》中的主角造型。[32]
- 《血洗白教堂》第三季第五、第六集的故事圍繞一名對《倫敦夜後》著迷的殺手，他擁有一份倖存的拷貝。[33]
- 2021年恐怖電影《闇黑電話》的劇院海報被認為與錢尼的形象相似。[34]
- Kiss合唱團成員吉恩·西蒙斯表示，他在扮演魔鬼角色時穿著的披風靈感來自錢尼在本片中的服裝。
- 哥特搖滾樂隊倫敦夜後樂團（英语：London_After_Midnight_(band)）則以此片命名。
- 電影《第六卷》圍繞發現《倫敦夜後》的最後一卷影片而展開。

## 另見
- 散失電影列表（英语：List_of_lost_films）
- 朗·钱尼
- 无声电影
- 吸血鬼電影（英语：Vampire_film）

### 書籍
- Everson, William K. (1974). Classics of the Horror Film. Citadel Press. ISBN 978-0-80650-437-7
- Jacobs, Louis B. "Plastic Dentistry: New Hollywood Art," Photoplay（英语：Photoplay）, October 1928. Features London After Midnight.
- Melton, J. Gordon (2011). The Vampire Book: The Encyclopedia of the Undead. Visible Ink Press. ISBN 978-1-57859-281-4
- Riley, Philip J. (2011). London After Midnight – a Reconstruction. Bear Manor Media. ISBN 978-1-593-93482-8
- Soister, John; Nicolella, Henry (2012). American Silent Horror, Science Fiction and Fantasy Feature Films, 1913–1929. British Library. ISBN 978-0-78643-581-4

## 外部連結
- 互联网电影数据库（IMDb）上《倫敦夜後》的资料（英文）
- TCM电影资料库上《倫敦夜後》的资料（英文）
- Spanish-language poster for London After Midnight （页面存档备份，存于）
- Synopsis of London After Midnight （页面存档备份，存于） at lonchaney.org
- Rumor Spreading That Long-Lost London After Midnight Has Been Found at Bloody Disgusting